# Ilha Queimada Grande
Ilha Queimada Grande, även kallad Ormön, är en obebodd ö i Brasilien. Den ligger i delstaten São Paulo, i den sydöstra delen av landet, 1 000 km söder om huvudstaden Brasília, belägen i Atlanten ungefär 35 kilometer sydöst om hamnstaden Santos.
Vegetationen är variationsrik med allt från sten till regnskog. Klimatet är tempererat. Ön är (ö)känd för sitt rika ormbestånd som orsakades av att många ormar isolerades under senaste istiden när havsnivåerna steg och sedan kunde leva ostört under tusentals år. På ön finns den enda förekomsten i världen av gyllene lansorm, ansedd som en av världens giftigaste ormarter. Den livnär sig på gästande fåglar. Uppskattningsvis finns det uppemot 4 000 ormar på Ormön och gyllene lansormen är den vanligaste arten på ön. Det finns även några andra djurarter på Ormön, som ödlor och amfibier.
Ön är obebodd men var bosatt en kort tid fram till 1920-talet, åtminstone av fyrvaktare. Därefter automatiserades fyren. 
Utöver giftormarna finns det andra risker med att besöka ön. Den ligger avlägset i havet, det saknas dricksvatten, det kan råda extremväder samt att klippblock och stenar försvårar förtöjning. Eftersom det är svårt att garantera säkerheten för besökare har Brasilien infört ett förbud för allmänheten att besöka ön. Brasiliens flotta övervakar ön men den besöks årligen av exempelvis forskarexpeditioner och fyrreparatörer under ordnade former.
Det portugisiska namnet på ön Ilha Queimada Grande kan översättas till "Storbrandsön". Namnet sägs den ha fått efter att besökare försökt jaga iväg ormarna med eld vid landstigningen.

## Legender
Det finns många legender kring ön, särskilt om fiskare, bosatta och besökare som ska ha dödats av ormarna. Enligt en legend var det pirater som placerade ormarna på ön för att skydda en nedgrävd skatt. Forskning ger dock inte stöd för det.